# Chamil Fatullayev
Chamil  Fatullayev (en azéri : Şamil Seyfulla oğlu Fətullayev-Fiqarov), né le 24 décembre 1928 à Derbent, dans la République socialiste soviétique autonome du Daghestan, URSS et mort le 9 mars 2015 à Bakou, en Azerbaïdjan) est un architecte et historien soviétique et azerbaïdjanais, académicien de l'Académie nationale des sciences d'Azerbaïdjan, architecte émérite de la RSS d'Azerbaïdjan (1979).

## Biographie
En 1953, Chamil Seyfulla oghlu Fatullayev-Figarov est diplômé de la Faculté d'architecture de l'Institut polytechnique d'Azerbaïdjan et en 1959, il est diplômé de l'Institut d'architecture et d'art de l'Académie des sciences de la RSS d'Azerbaïdjan. En 1963, il soutient sa thèse de candidat et en 1980 sa thèse de doctorat. En 1954-1956, Ch. Fatullayev travaille à l'Institut national de design de Bakou. 

## Activité scientifique
En 1956-1988, il commence comme chercheur junior, puis devient chercheur senior et plus tard chef du laboratoire à l'Institut d'architecture et d'art de l'Académie des sciences de la RSS d'Azerbaïdjan. En 1988 Chamil Fatullayev est nommé directeur de l'Institut d'architecture et d'art de l'Académie nationale des sciences d'Azerbaïdjan.
Chamil Fatullayev reçoit le titre académique de professeur en 1990. En 2014, il est élu membre à part entière de l'Académie nationale des sciences d'Azerbaïdjan.
Depuis 1993, il occupe le poste de chef du département d'histoire et de théorie de l'architecture et d'urbanisme à l'Institut d'architecture et d'art de l'Académie nationale des sciences d'Azerbaïdjan.
Chamil Fatullayev était président de l'Académie internationale d'architecture des pays de l'Est, membre correspondant de l'Académie internationale d'architecture (Moscou) et membre à part entière du Congrès international de l'art turc.

## Ouvrages
Chamil Fatullayev est le fondateur d'une école scientifique consacrée à l'étude de l'histoire de l'architecture et de l'urbanisme azerbaïdjanais aux XIXe et XXe siècles et mène des recherches approfondies dans le domaine de l'histoire architecturale de la ville de Bakou. Son rôle est important dans la découverte de nombreux monuments architecturaux reconnus comme réserves d'État.
Il forme 15 docteurs en philosophie et 4 docteurs en sciences.
Il est l'auteur de plus de 100 publications et de 9 monographies sur les principaux styles architecturaux et traditions architecturales nationales. L'Encyclopédie architecturale de Bakou et un certain nombre d'autres ouvrages fondamentaux du scientifique ont été traduits en langues étrangères, parmi lesquels L'architecture urbanistique de Bakou au début des XIXe – XXe siècles, L'urbanisme et l'architecture de l'Azerbaïdjan des XIXe-début du XXe siècles, Mosquées d'Azerbaïdjan, Villes d'Iran de l'époque Qadjar, Encyclopédie de l'architecture de Bakou et Architecture d'Absheron.